# Gempolsari (Gabus)
Gempolsari is een bestuurslaag in het regentschap Pati van de provincie Midden-Java, Indonesië. Gempolsari telt 1512 inwoners (volkstelling 2010).